# 基質レベルのリン酸化

基質的リン酸化でATPが生成する反応の模式図

基質レベルのリン酸化（きしつレベルのリンさんか、substrate-level phosphorylation）または基質的リン酸化とは、高エネルギー化合物からアデノシン二リン酸（ADP）またはグアノシン二リン酸（GDP）へリン酸基を転移させてアデノシン三リン酸（ATP）またはグアノシン三リン酸（GTP）を作る酵素反応を指す。化学エネルギー（官能基移動エネルギー）がATPまたはGTPに蓄積される。この反応は細胞内では平衡に近く、調整を受けることはない。酸化的リン酸化とは異なる反応である。

## 反応
基質的リン酸化では、リン酸化された中間基質からリン酸基（無機リン酸塩）がADPやGDPに転移される。
反応の上流は酸化反応であることが多い。アルデヒドがカルボン酸に酸化される時のエネルギーは、カルボン酸のリン酸エステル化で使用される。生成されたリン酸無水物は高いエネルギーを持つ。ピルビン酸などのケトン基を持つ分子は酸化的脱炭酸される。酸化エネルギーは補酵素Aのチオエステル基に渡される。リン酸基を受け渡された化合物は、ADPやGDPのリン酸化に充分なエネルギーを持つ。

## 意義
基質的リン酸化は、外部の電子伝達系が呼吸鎖で利用可能か否かにかかわらず速やかにATPを産生できる。ヒトでは、ミトコンドリアのない赤血球や好気呼吸で解糖系が産み出すエネルギーを独占できない状況で起こっている。筋肉系では酸素供給が不足していても基質的リン酸化のみでエネルギーを供給できる。にもかかわらず、一般には好気的呼吸や嫌気的呼吸ではより多くのATPを産出できる。
基質的リン酸化反応がなければ、酸化などの反応で放出されたエネルギーは単に熱となって失われてしまう。

## 実例
基質的リン酸化の例を下に挙げる：
- 解糖系の報酬期：

1,3-ビスホスホグリセリン酸 + ADP → 3-ホスホグリセリン酸 + ATP
（関与する酵素：ホスホグリセリン酸キナーゼ）
ホスホエノールピルビン酸 + ADP → ピルビン酸 + ATP
（関与する酵素：ピルビン酸キナーゼ）
- クエン酸回路：

スクシニルリン酸 + GDP → コハク酸 + GTP
（関与する酵素：サクシニルCoA合成酵素）
一部の生物（植物等）では、ここでATPが産生される。
- 発酵過程にも存在することが知られている。

プロピオン酸発酵およびヘテロ型乳酸発酵：
アセチルリン酸 + ADP → 酢酸 + ATP
（関与する酵素：酢酸キナーゼ）
酪酸発酵：
ブチリルリン酸 + ADP → 酪酸 + ATP
（関与する酵素：酪酸キナーゼ）